# Isostyla syma
Isostyla syma är en fjärilsart som beskrevs av Kirby 1892. Isostyla syma ingår i släktet Isostyla och familjen tandspinnare. Inga underarter finns listade i Catalogue of Life.